# Frente de Libertação da Eritreia

Bandeira do grupo.

Frente de Libertação da Eritreia foi um importante movimento separatista na Eritreia durante os anos 1960 e 1970, cujo objetivo era obter a independência do território da Etiópia.
Foi fundado no início dos anos 1960 e logo iniciou um violento conflito com o governo etíope, usando táticas de guerrilha para continuar a luta. Embora tenha causado sérios problemas de todos os tipos para o governo, não atingiu seu objetivo. Na década de 1970 houve uma cisão no movimento e a Frente para Libertação do Povo Eritreu, um movimento rebelde de esquerda seria criado. Na década de 1980, este último já tinha substituído a Frente de Libertação da Eritreia como o grupo rebelde mais importante.